# Ночные ящерицы
Ночные ящерицы (лат. Xantusiidae) — семейство ящериц из инфраотряда Cordylomorpha подотряда Scinciformata. Обитают в каменистых сухих регионах на юго-западе США, в Центральной Америке и на Кубе.

## Описание
Ящерицы мелкого размера. Длина тела (без хвоста), как правило, не превышает 10 см. Хвост длинный, способен к автотомии. Веки, как и у гекконов, сросшиеся. Зрачки круглые (у кубинской ночной ящерицы и лепидофим) или вертикальные (у ксантузий).

## Образ жизни
Активны как правило ночью и в сумерках, хотя ксантузии могут проявлять дневную активность. Ведут скрытный образ жизни, кормясь в лесной подстилке, расщелинах скал или под пологом низкой плотной растительности. Питаются различными членистоногими. Индивидуальные участки ящериц предположительно достигают лишь нескольких квадратных метров.
Среди лепидофим встречаются как однополые (партеногенетические), так и и двуполые виды. Для всех видов семейства характерно живорождение. Раз в 1—2 года самки рожают производят на свет 1—8 детёнышей. Ночные ящерицы возможно способны образовывать долгосрочные пары.

## Классификация
Включает 36 видов из 3 родов:
- Род Кубинские ночные ящерицы Cricosaura:
  - Кубинская ночная ящерица (Cricosaura typica)
- Род Лепидофимы (Lepidophyma):
  - Lepidophyma chicoasensis
  - Lepidophyma cuicateca
  - Lepidophyma dontomasi
  - Желтопятнистая лепидофима (Lepidophyma flavimaculatum)
  - Lepidophyma gaigeae
  - Lepidophyma inagoi
  - Lepidophyma lineri
  - Lepidophyma lipetzi
  - Lepidophyma lowei
  - Lepidophyma lusca
  - Lepidophyma mayae
  - Lepidophyma micropholis
  - Lepidophyma occulor
  - Lepidophyma pajapanensis
  - Lepidophyma radula
  - Lepidophyma reticulatum
  - Lepidophyma smithii
  - Lepidophyma sylvaticum
  - Lepidophyma tarascae
  - Lepidophyma tuxtlae
  - Lepidophyma zongolica
- Род Ночные ящерицы, или Ксантузии Xantusia:
  - Аризонская ксантузия (Xantusia arizonae)
  - Xantusia bezyi
  - Xantusia bolsonae
  - Ксантузия-изгнанница (Xantusia extorris)
  - Xantusia gilberti
  - Xantusia gracilis
  - Ксантузия Хеншоу (Xantusia henshawi)
  - Xantusia jaycolei
  - Островная ночная ящерица[источник не указан 1134 дня], или клауберина (Xantusia riversiana)
  - Xantusia sanchezi
  - Xantusia sherbrookei
  - Xantusia sierrae
  - Пустынная (древесная) ночная ящерица (Xantusia vigilis)
  - Xantusia wigginsi